# نیروی زمینی مکزیک
نیروی زمینی مکزیک (اسپانیایی: Ejército Mexicano‎) نیروی زمینی زیرمجموعه نیروهای مسلح مکزیک است، که در سال ۱۹۰۰ تأسیس شد.